# Procés de Colmar
Procés de Colmar fou un procedimient judicial contra el nacionalisme alsacià dut a terme per les autoritats franceses el 1928. Del 25 al 31 de desembre del 1927 foren detinguts 15 líders autonomistes del Heimatbund, acusats de conspiració i d'atemptar contra la unitat nacional de França: Eugène Ricklin, Paul Schall, Joseph Rossé, Karl Roos, René Hauss, René Ley, Émile Pinck, l'abat Fashauer i altres.
En ell tres diputats, Eugène Ricklin, Paul Schall i Joseph Rossé, en perdrien la condició, i juntament amb Karl Roos i Halsey, foren condemnats a un any de presó i cinc de deportació, però els altres imputats només foren multats, llevat René Ley, condemnat a 20 anys in absentia, Emil Pinck a 15. Durant el procés reberen el suport del secretari general del PCF, Maurice Thorez, influït per la política de nacionalitats de l'URSS, qui reclamà un plebiscit per al territori. Finalment, el 1931 foren amnistiats pel president Paul Doumer.